# Saint-Faust
Saint-Faust település Franciaországban, Pyrénées-Atlantiques megyében. Lakosainak száma 740 fő (2022. január 1.). Saint-Faust Artiguelouve, Aubertin, Gan, Jurançon, Laroin és Lasseube községekkel határos.

## Népesség
A település népessége az elmúlt években az alábbi módon változott:
| Lakosok száma | 763  | 757  | 778  | 746  | 743  | 746  | 743  | 741  | 740  |
|               | 2013 | 2015 | 2016 | 2017 | 2018 | 2019 | 2020 | 2021 | 2022 |